# Bernd Pietschmann
Bernd P. Pietschmann (* 11. April 1962 in Aachen; † 22. November 2024 ebenda) war ein deutscher Wirtschaftswissenschaftler, Hochschullehrer und Rektor an der FH Aachen.

## Leben und Wirken
Nach seinem Abitur am Bischöflichen Pius-Gymnasium Aachen studierte Pietschmann Wirtschaftswissenschaften an der RWTH Aachen und Psychologie an der FernUniversität Hagen. Anschließend war er in verschiedenen Funktionen in der Industrie tätig, unter anderem als Leiter der Organisationsplanung bei der Daimler-Benz AG. Parallel dazu promovierte er an der Universität Hohenheim über das „Sitzungsverhalten von Managern – Entwicklung und Anwendung einer Methode zur Ermittlung sitzungsbeeinflussender Faktoren“.
Im Anschluss daran übernahm Pietschmann eine Stelle zunächst als Lehrbeauftragter und ab 1996 als Professor für Unternehmensführung und Managementtechniken an der Fachhochschule für Technik und Wirtschaft Reutlingen. Im Jahr 1998 folgte er einem Ruf an die Fachhochschule Aachen, wo er als Professor für Personalmanagement eingesetzt wurde und von  2012 bis 2021 als Dekan des Fachbereichs Wirtschaftswissenschaften fungierte. Bereits im November 2020 wurde Pietschmann in der Nachfolge von Marcus Baumann zum neuen Rektor der FH Aachen gewählt und trat sein Amt mit Wirkung zum 1. September 2021 an. Nach nur zwei Dienstjahren trat Pietschmann im Oktober 2023 aus privaten Gründen vom Amt des Rektors zurück.
Neben seinen hauptberuflichen Verpflichtungen gründete Pietschmann im Jahr 1991 in Aachen eine eigene Beratungskanzlei, die anfangs als „Pietschmann – Unternehmensberater“ eingetragen war und aus der das Unternehmen „ConTrainAix“ wurde, das mittlerweile als deutschlandweit tätiges Beratungsunternehmen agiert.
Pietschmann starb am 22. November 2024 im Alter von nur 62 Jahren und fand seine letzte Ruhestätte auf dem Aachener Waldfriedhof.

## Schriften (Auswahl)
- Sitzungsverhalten von Managern: Entwicklung und Anwendung einer Methode zur Ermittlung sitzungsbeeinflussender Faktoren, Dissertationsschrift, Gabler Verlag, Wiesbaden 1995, ISBN 978-3-8244-6225-4
- Kommunen im Internet: Entwicklung einer konzeptionellen Lösung für einen Online-Informationsdienst für Kommunen im Internet, zusammen mit Daniela Gehle, Kommunal- und Schul-Verlag, Wiesbaden 1998, ISBN 978-3-8293-0023-0
- als Herausgeber: Grundzüge des Wirtschaftsprivatrechts : Studien- und Übungsbuch für Studierende der Betriebswirtschaft und des Wirtschaftsrechts, zusammen mit Frank Hohmeister und Dietmar Vahs, Schäffer-Poeschel Verlag für Wirtschaft Steuern Recht GmbH, Stuttgart 2003, ISBN 978-3-7992-6242-2